# شاهقلی‌خان زنگنه
شاهقلی‌خان زنگنه (؟ - ۱۷۱۶) اشراف‌زادهٔ کُرد بود که با عنوان وزیر اعظم از ۱۷۰۷ تا ۱۷۱۶ در دربار شاه سلطان حسین (حکومت: ۱۶۹۴–۱۷۲۲) پادشاه صفوی خدمت می‌کرد.

## خاندان
شاهقلی فرزند سوم شیخعلی‌خان زنگنه بود که او نیز به عنوان وزیر اعظم در فاصلهٔ سال‌های ۱۶۶۹ تا ۱۶۸۹ در دربار سلیمان یکم خدمت می‌کرد. دیگر پسران شیخعلی‌خان عبارت بودند از حسین‌علی‌خان زنگنه، سلیمان‌خان زنگنه، اسماعیل‌بگ زنگنه، عباس‌بگ زنگنه، و عباس‌قلی‌بگ زنگنه. خانوادهٔ شیخ‌علی‌خان به ایل زنگنه تعلق داشت، ایل زنگنه از ایلات شیعه مذهب کرد بود که نقشی عمده در ترویج تشیع در غرب ایران خصوصاً کرمانشاهان ایفا کرد.

## زندگی
نخستین اشاره به شاهقلی به دههٔ ۱۶۸۰ بازمی‌گردد که از او با عنوان حاکم ایالت کرمانشاه یاد شده‌است. پدر او در سال ۱۶۸۹ بر اثر بیماری درگذشت. یک سال بعد یکی از اشراف‌زادگان عالی‌رتبه و قدرتمند به نام ساروخان سهندلو ۴۰ تن از افراد ایل زنگنه را به قتل رساند؛ که اعتراض شاهقلی را به شاه سلیمان یکم در پی داشت که معتقد بود ساروخان با چنان کاری پدر متوفای او را تحقیر کرده‌است. سلیمان به دلیل رابطهٔ خوبی که با ساروخان داشت او را بخشید. اما با وجود این سلیمان در سال ۱۶۹۱ ساروخان را به دلیل رابطهٔ عاشقانه‌ای که با مریم بیگم عمهٔ شاه سلیمان برقرار کرده‌بود سر برید.
شاه سلیمان سپس شاهقلی را به جای ساروخان به عنوان ریاست محافظان سلطنتی (قورچی‌باشی) منصوب کرد. پس از انتصاب او به چنین منصب عالی‌مرتبه‌ای میان او و محمدطاهر وحید قزوینی که به تازگی به عنوان وزیر اعظم منصوب شده‌بود رقابتی درگرفت. سلیمان در سال ۱۶۹۴ درگذشت و پسرش سلطان حسین به جای او بر تخت نشست که بعداً در سال ۱۶۹۹ فردی ترکمن از ایل شاملو به نام محمدمؤمن‌خان شاملو را به عنوان وزیر تازه منصوب کرد.
شاهقلی در سال ۱۷۰۷ به عنوان وزیر اعظم جدید امپراطوری منصوب شد. شاهقلی‌خان در ۱۷۱۶ درگذشت و پسرخوانده‌اش فتحعلی خان داغستانی به جای منصوب شد. شاهقلی دارای یک فرزند پسر بود که به نام پدربزرگش شیخ‌علی‌خان نامیده می‌شد و اگرچه به خدمت دربار صفوی می‌پرداخت، اما به آن درجه از قدرت که پدر و پدربزرگش داشتند نرسید.